# Stepan Siczewluk-Wrublewski
Stepan Siczewluk-Wrublewski, ukr. Степан Січевлюк-Врублевський (ur. 1898, zm. 1944) – ukraiński rolnik i sowiecki urzędnik, Sprawiedliwy wśród Narodów Świata, ofiara zamachu ukraińskich nacjonalistów.

## Życiorys
Urodził się w 1898 roku, mieszkał w Witkowie Nowym. Jego żoną była Marija, z którą miał pięcioro dzieci, w tym synów Wołodymyra (ur. 1928) i Antona (ur. 1930). Miał socjalistyczne poglądy polityczne. W czasie pierwszej okupacji sowieckiej był sekretarzem rady wiejskiej. Na czas okupacji niemieckiej wrócił do pracy w rodzinnym gospodarstwie rolnym.
Od grudnia 1942 Siczewlukowie-Wrublewscy ukrywali w swoim gospodarstwie w Witkowie Nowym troje Żydów - Dworę Rawicką i jej dzieci. Początkowo Żydzi ukrywali się w stodole, później Stepan z synami wykopał dla nich podziemną kryjówkę. Gdy ukrywanym skończyły się pieniądze, gospodarze utrzymywali ich na własny koszt. Żydzi doczekali w ukryciu do zajęcia tych ziem przez Armię Czerwoną w lipcu 1944 roku.
Podczas drugiej okupacji sowieckiej Stepan Siczewluk-Wrublewski wrócił na stanowisko sekretarza rady wiejskiej i kilka tygodni po tym został zabity przez ukraińskich nacjonalistów.

## Odznaczenia
W 1988 roku Instytut Jad Waszem pośmiertnie uhonorował Stepana, a także wdowę po nim i synów Wołodymyra i Antona, tytułami Sprawiedliwych wśród Narodów Świata. 